# ستيف كوريكا
ستيف كوريكا (بالإنجليزية: Steve Corica)‏ (مواليد 24 مارس 1973) هو لاعب كرة قدم. يلعب مع منتخب أستراليا لكرة القدم منذ عام 1993.

## وصلات خارجية
- ستيف كوريكا على موقع الاتحاد الدولي (مؤرشف)  (الإنجليزية)
- ستيف كوريكا على موقع رابطة كرة القدم اليابانية للمحترفين (اليابانية)
- ستيف كوريكا على موقع قاعدة بيانات كرة القدم.إي يو (الإنجليزية)
- ستيف كوريكا على موقع ناشيونال فوتبول تيمز (الإنجليزية)
- ستيف كوريكا على موقع Soccerway.com (الإنجليزية)
- ستيف كوريكا على موقع عالم كرة القدم.نت (الإنجليزية)
- ستيف كوريكا على موقع كووورة
- ستيف كوريكا على موقع أوليمبيديا (الإنجليزية)
- ستيف كوريكا على موقع اللجنة الأولمبية الأسترالية (الإنجليزية)

- National Football Teams